# Geórgia nos Jogos Olímpicos de Verão de 2004
A Geórgia competiu nos 'Jogos Olímpicos de Verão de 2004, em Atenas, na Grécia.

## Medalhistas

### Ouro
- Levantamento de Peso - Meio-pesado (até 85 kg): George Asanidze
- Judô - Peso médio masculino (até 90 kg): Zurab Zviadauri

### Prata
- Judô - Peso ligeiro masculino (até 60 kg): Nestor Khergiani
- Luta - Luta greco-romana - 96 kg: Ramaz Nozadze